# August Corrodi

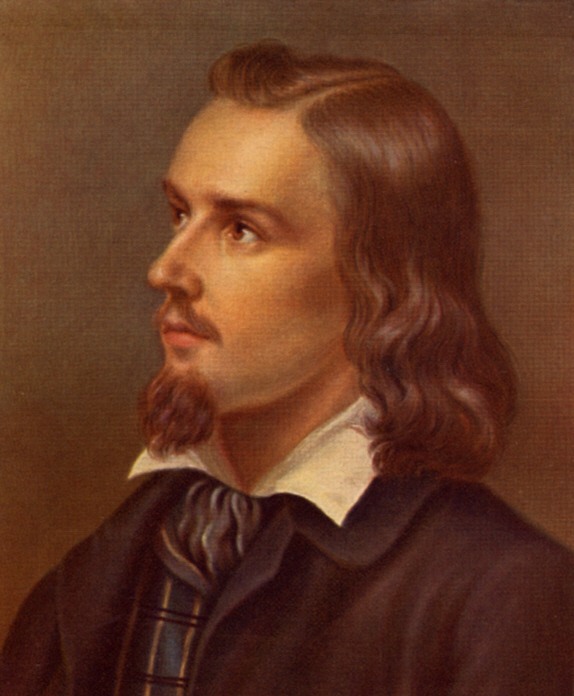
August Corrodi, Ölgemälde aus der Münchner Zeit (Andreas Müller zugeschrieben)

August Corrodi (* 27. Februar 1826 in Zürich; † 15. August 1885 in Hottingen) war ein Schweizer Zeichner und Schriftsteller.

## Leben
August Corrodi war das einzige Kind des Pfarrers Wilhelm Corrodi (1798–1868) und seiner Frau Henriette geborene Rahn. Ein Jahr nach seiner Geburt verstarb die Mutter und sein Vater gab die Pfarrstelle in Uitikon auf. Er heiratete Maria Schulthess, die August nahe Winterthur aufzog. Da das Pfarrhaus im Komplex der ehemaligen Klosteranlage des Klosters Töss stand, wuchs August in den historischen Gebäuden auf.
Nach der Matura begann August Corrodi auf Wunsch des Vaters in Zürich ein Theologiestudium. Für das zweite Semester wechselte er nach Basel, wo er sich an der Kunstschule von Ludwig Adam Kelterborn einschrieb. Nach einem weiteren Semester Philosophie in Zürich entschied sich Corrodi für eine künstlerische Ausbildung und besuchte von 1847 bis 1851 die Kunstakademie in München. Gleichzeitig hatte er engen Kontakt zu Literaturszene.
Nach seiner Rückkehr in die Schweiz entstanden in Winterthur und St. Gallen mehrere Kinderbücher. 1850 kopierte er vor dem Abbruch der Klosteranlage in Töss einige Bilder. 1855 hielt er in einem seiner Bücher seine Erinnerungen an der Kreuzgang fest.
1861 wurde Corrodi zum Zeichenlehrer an die höheren Winterthurer Stadtschulen berufen. 1863 heiratete er Maria Haggenmacher, die 1877 verstarb. Seine zweite Ehefrau war Louise Gysi aus Seuzach. 1881 musste er aus gesundheitlichen Gründen seine Lehrerstelle aufgeben. Seine letzten Jahre verbrachte Corrodi in Hottingen bei Zürich.

## Werke
Zu Corrodis bekanntesten literarischen Werken zählen die auf Zürichdeutsch veröffentlichten De Herr Professer. Idyll aus dem Züribiet (1858), De Herr Vikari. Winteridyll usem Züripiet (1858) und De Herr Doktor. Herbstidyll usem Züripiet (1860, dramatisiert 1872). Weiter schrieb er Novellen wie Dur und Moll (1855) und Waldleben (1856) sowie die Lustspiele De Ritchnecht (1873) und Die Maler (1875). Überdies übersetzte er Gedichte des Schotten Robert Burns und des Iren Oliver Goldsmith ins Zürichdeutsche.
Drei seiner Werke wurden vom Dramatischen Verein Zürich uraufgeführt. Seine romantischen Gedichte in Hochdeutsch wurden teilweise von seinem Freund, dem Winterthurer Komponisten Johann Carl Eschmann vertont.
Der deutsche Sprach- und Literaturwissenschafter Jakob Grimm schrieb nach der Lektüre des Herr Profässer an Corrodi: «Wissen Sie, was ich glaube und Ihnen gerade unter die Augen sagen will? Die Schweiz hat keinen besseren Dichter als Sie.»
Corrodis Nachlass wird von den Sondersammlungen der Winterthurer Bibliotheken verwahrt. Sie waren ein Geschenk an seinen Freund, den Stadtbibliothekar Albert Hafner.

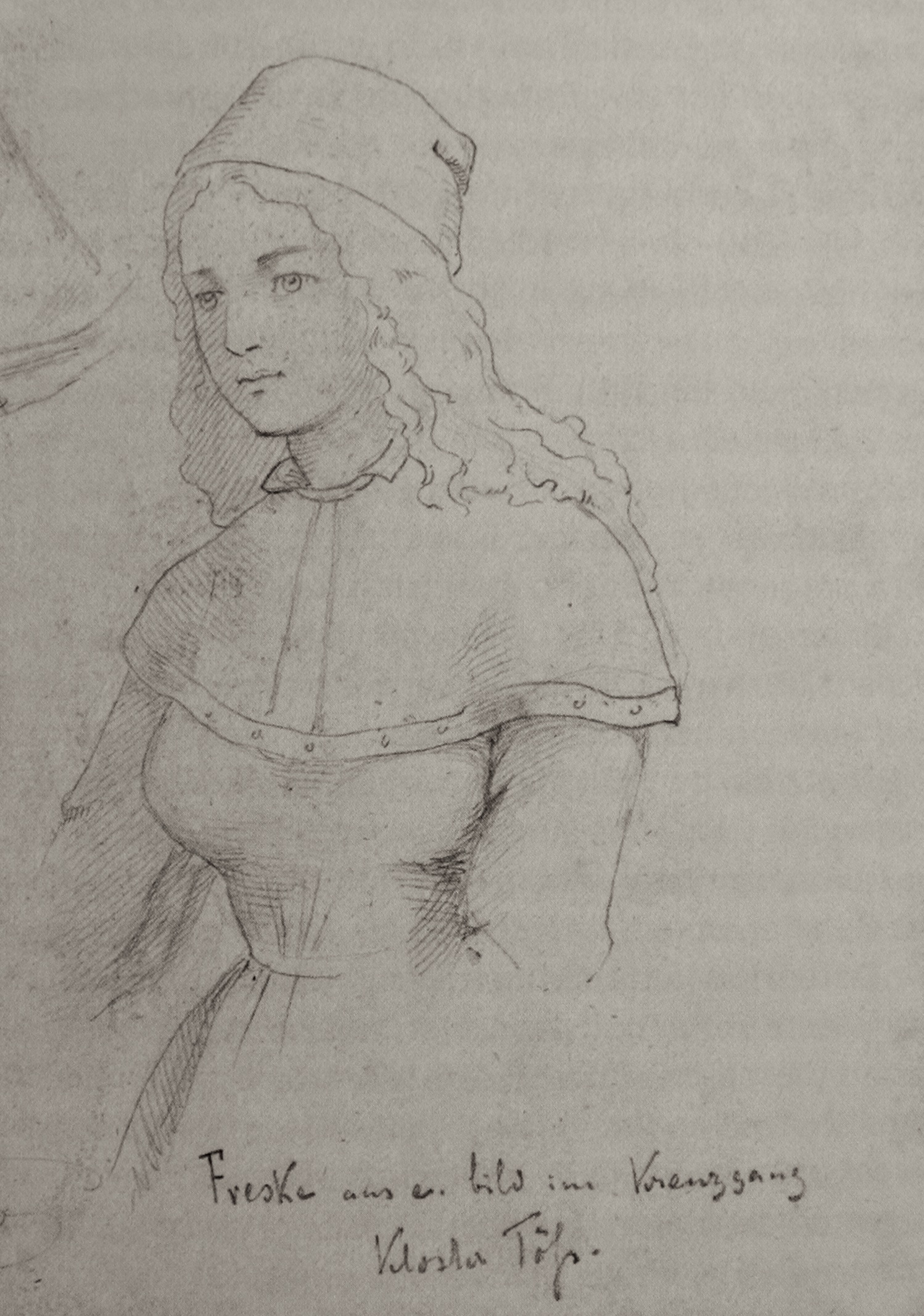
junge Frau; Zeichnung aus dem Kloster Töss
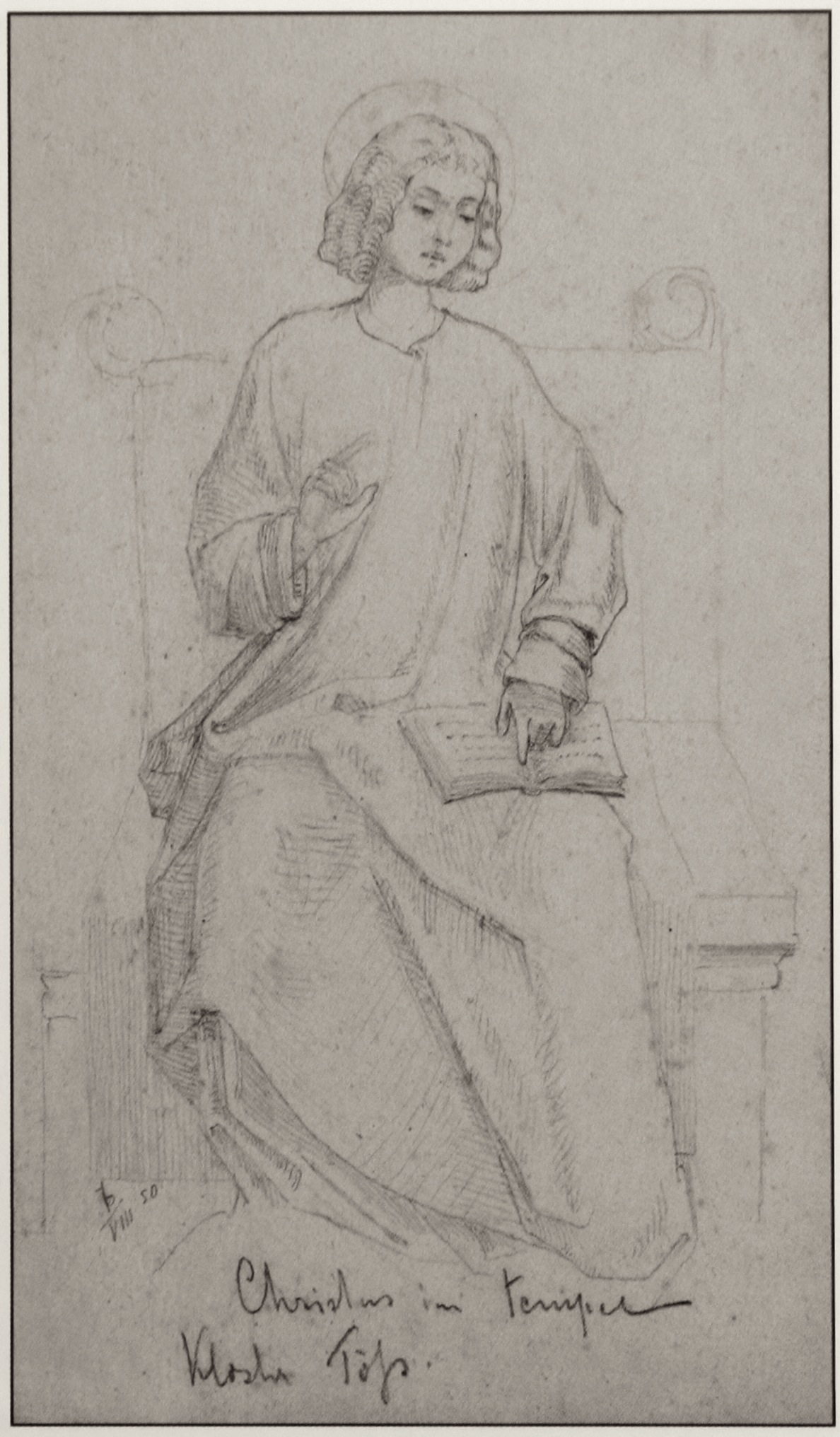
der junge Jesus im Tempel, dat. 1855
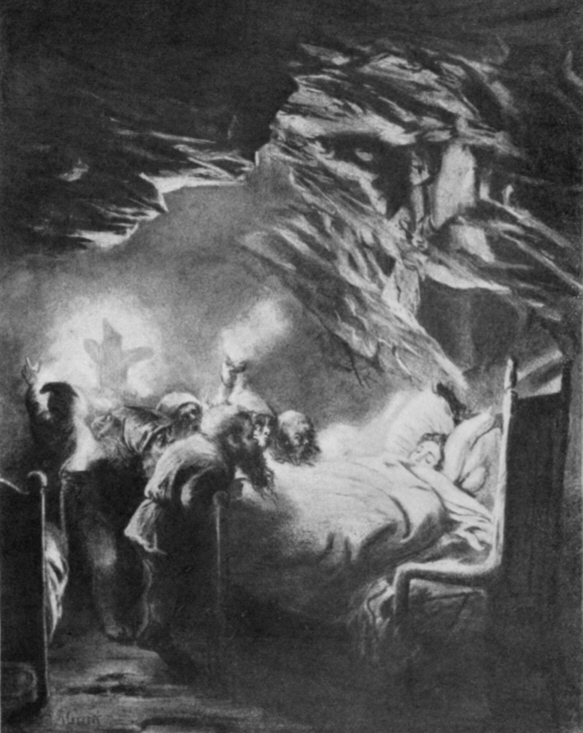
aus dem Schneewittli-Zyklus 1866

### Werke (Auswahl)
- De Herr Professer. Idyll aus dem Züribiet. Winterthur, Druck und Verlag der Steiner’schen Buchhandlung, 1857. Google-Buchsuche
- De Herr Vikari. Winteridyll usem Züripiet. Winterthur, Druck und Verlag vu der Steinerische Buchhandlig, 1858. Google-Buchsuche
- De Herr Dokter. Herbstidyll usem Züripiet. Winterthur, Druck und Verlag vu der Steinerische Buechhandlig, 1860. Google-Buchsuche